# Puss & kram
Puss & kram är en svensk svartvit drama- och komedifilm från 1967 med regi och manus av Jonas Cornell. I rollerna ses bland andra Sven-Bertil Taube, Agneta Ekmanner och Håkan Serner. Filmen var Cornells långfilmsdebut som regissör.

## Handling
John blir utkastad hemifrån av sin flickvän och bosätter sig istället hos vännen Max. Efter många förvecklingar börjar Max flickvän Eva att favorisera John istället för Max.

## Om filmen
Filmen spelades in i en våning på Karlavägen 86 i Stockholm. Fotograf var Lars Swanberg och filmen klipptes ihop av Ingemar Ejve. Den premiärvisades den 26 juni 1967 på biografen Grand i Stockholm. Den är 94 minuter lång och var tillåten från 11 år.
Puss & kram fick ett hedersomnämnande i samband med att Chaplin-priset delades ut 1967.
Filmen har visats i SVT, bland annat 2013, 2016 och i februari 2019.

## Rollista
- Sven-Bertil Taube	– Max, direktörsassistent
- Agneta Ekmanner – Eva, fotomodell, Max fru
- Håkan Serner – John, författare
- Lena Granhagen – Kickan, skrivmaskinslärare
- Ingrid Boström – Johns första väninna
- Rolf Larsson – ateljéfotograf
- Leif Zern	– en expedit
- Rebecka Tarschys – en journalist
- Carl-Johan Rönn – en fotograf
- Peter Cornell – ung man
- Tuulikki Lindroth – fotomodell
- Staffan Cullberg – föreläsare
- Lars Löfström	– barn
- Johan Löfström – barn
- Magnus Ryde – barn
- Nino Lindblom	– barn
- Lars Spangenberg – barn

## DVD
Filmen gavs ut på DVD 2011.